# Vlag van Álava

Vlag van de provincie Álava

De vlag van de Spaanse provincie Álava bestaat uit een karmozijnrood veld met in het midden het provinciale wapen. De karmozijnrode kleur wordt vaak gebruikt door middeleeuwse instellingen die tot de Kroon van Castilië behoren. De vlag werd op 20 december 1984 aangenomen.
Het motto luidt "en aumento de la justicia contra malhechores", min of meer "toenemende gerechtigheid tegen overtreders". Het is gebruikelijk om de 'u' af te beelden als een 'v' in motto's en soortgelijke gevallen, dus het motto wordt eigenlijk gespeld als "avmento". In dit geval blijft het traditionele wapen in gebruik bij de provinciale autoriteiten van Álava, terwijl de Baskische autonome regering het motto "monarchaal, heerlijk en/of broederlijk" weglaat in het Álava-kwartier van hun wapen.